# Gmina Dallas (hrabstwo Dallas)

Położenie Gminy Dallas w hrabstwie Dallas

Gmina Dallas (ang. Dallas Township) – gmina w USA, w stanie Iowa, w hrabstwie Dallas. Według danych z 2000 roku gmina miała 381 mieszkańców, a jej powierzchnia wynosi 93,19 km².